# Kiefernwaldsänger
Der Kiefernwaldsänger (Setophaga pinus, Syn.: Dendroica pinus) ist ein kleiner Vogel  aus der Gattung der Baumwaldsänger (Setophaga) in der Familie der Waldsänger (Parulidae).
Männliche Kiefernwaldsänger haben ein olivgrünes Oberseitengefieder, eine gelbe Kehle und eine gelbe Brust. Das restliche Unterseitengefieder ist weiß. Die Flügeldecken sind dunkelgrau mit zwei weißen Flügelstäben. An den Flanken und im unteren Brustbereich befinden sich schwache dunklere Streifen. Weibliche Kiefer-Waldsänger haben ein olivbraunes Oberseitengefieder. Im restlichen Federkleid sind sie den Männchen ähnlich. Insgesamt ist das Gefieder stumpfer.
Kiefernwaldsänger brüten in offenen Kiefernwäldern, unter anderem in Südontario und in Québec im Nordosten in Nordamerika. Den Winter verbringen sie im Südosten in den USA, wie Florida, in Nordmexiko und in der Karibik.